# Arnold Harberger
 (octobre 2016).
Si vous disposez d'ouvrages ou d'articles de référence ou si vous connaissez des sites web de qualité traitant du thème abordé ici, merci de compléter l'article en donnant les références utiles à sa vérifiabilité et en les liant à la section « Notes et références ».
Arnold C. Harberger, né le 27 juillet 1924 à Newark (New Jersey), est un économiste américain, à l'origine du triangle de Harberger, utilisé largement dans le domaine de l'économie.

## Biographie
Le triangle de Harberger représente dans un graphique d'offre et de demande, la perte sèche (Deadweight loss). Celle-ci est la mesure de l'inefficience dans l'allocation des ressources ; égale à la diminution nette du surplus total (le surplus du consommateur plus le surplus du producteur) qui résulte d'une limitation de la production au-dessous de son niveau efficient.

## Principaux travaux
- "Currency Depreciation, Income and the Balance of Trade", 1950, JPE
- "A Structural Approach to the Problem of Import Demand", 1953, AER
- "Monopoly and Resource Allocation", 1954, AER
- The Demand for Durable Goods, 1960.
- "The Incidence of the Corporation Income Tax", 1962, JPE
- "The Measurement of Waste", 1964, AER
- Project Evaluation, 1972.
- Taxation and Welfare, 1974.
- "On the Use of Distributional Weights in Social Cost-Benefit Analysis", 1978, JPE
- "Corporate and Consumption Tax Incidence in an Open Economy", 1994